# Pietro Paolo Floriani
Pietro Paolo Floriani (26 kwietnia 1585 – 27 maja 1638) – włoski inżynier wojskowy i architekt. Maltańskie miasto Floriana otrzymało nazwę na jego cześć.

## Życie i działalność
Floriani urodził się 26 kwietnia 1585 w mieście Macerata we Włoszech jako syn Pompeo Florianiego i Claudii Rotelli. Początkowo pobierał nauki w dziedzinie wojskowości u Alessandro Pallavicino. W 1606 poślubił Marię Fedeli, ale zmarła ona w 1608 podczas porodu ich córki Camilli. W tym samym roku udał się do Cremy, gdzie dzięki koneksjom swojego ojca wstąpił na służbę do gubernatora miasta Orazio del Monte. Tam doskonalił swoje techniczne wykształcenie, głównie w dziedzinie fortyfikacji. Jego doświadczenie wzrosło również dzięki jego późniejszemu pobytowi w Pesaro w 1611 na dworze Francesco Marii II della Rovere, księcia Urbino. Latem 1612 Floriani był już zaliczany do dżentelmenów Maceraty.
Jesienią 1612 Floriani osiedlił się w Madrycie w Hiszpanii, gdzie król Filip III zlecił mu szereg projektów, w tym eksplorację fortyfikacji Algieru w celu zaplanowania podboju miasta. W 1617 Pietro Paolo został wysłany do pracy dla gubernatora Mediolanu Pedro Álvareza de Toledo, który rozpoczął szeroko zakrojony program inżynierii obronnej. Floriani spędził około roku w Mediolanie i chociaż król Hiszpanii zaprosił go do powrotu do projektu w Algierze, odmówił, ponieważ otrzymał zlecenie od arcyksięcia Leopolda V na ufortyfikowanie miasta Brisach na Węgrzech. Następnie wziął udział we wzmacnianiu obrony Pressburga i Wiednia. Był obecny podczas bitwy na Białej Górze w 1620. W ciągu następnych kilku lat projektował zarówno budynki wojskowe, jak i niemilitarne w innych miastach, w tym Altenburgu, aż do rezygnacji z funkcji inżyniera wojskowego w 1624.
Odniósł sukces w karierze wojskowej i ostatecznie w grudniu 1627 został mianowany strażnikiem w Castel Sant'Angelo. Następnie poślubił Lucrezię Gardinę, wdowę po Lorenzo Costie. Na początku 1629 został mianowany przez Carla Barberiniego, więc udał się do Ferrary, gdzie pracował również dla papieża Urbana VIII. W 1630 opublikował traktat Sulla difesa et offesa delle piazze, którego drugie wydanie miało miejsce w 1654.

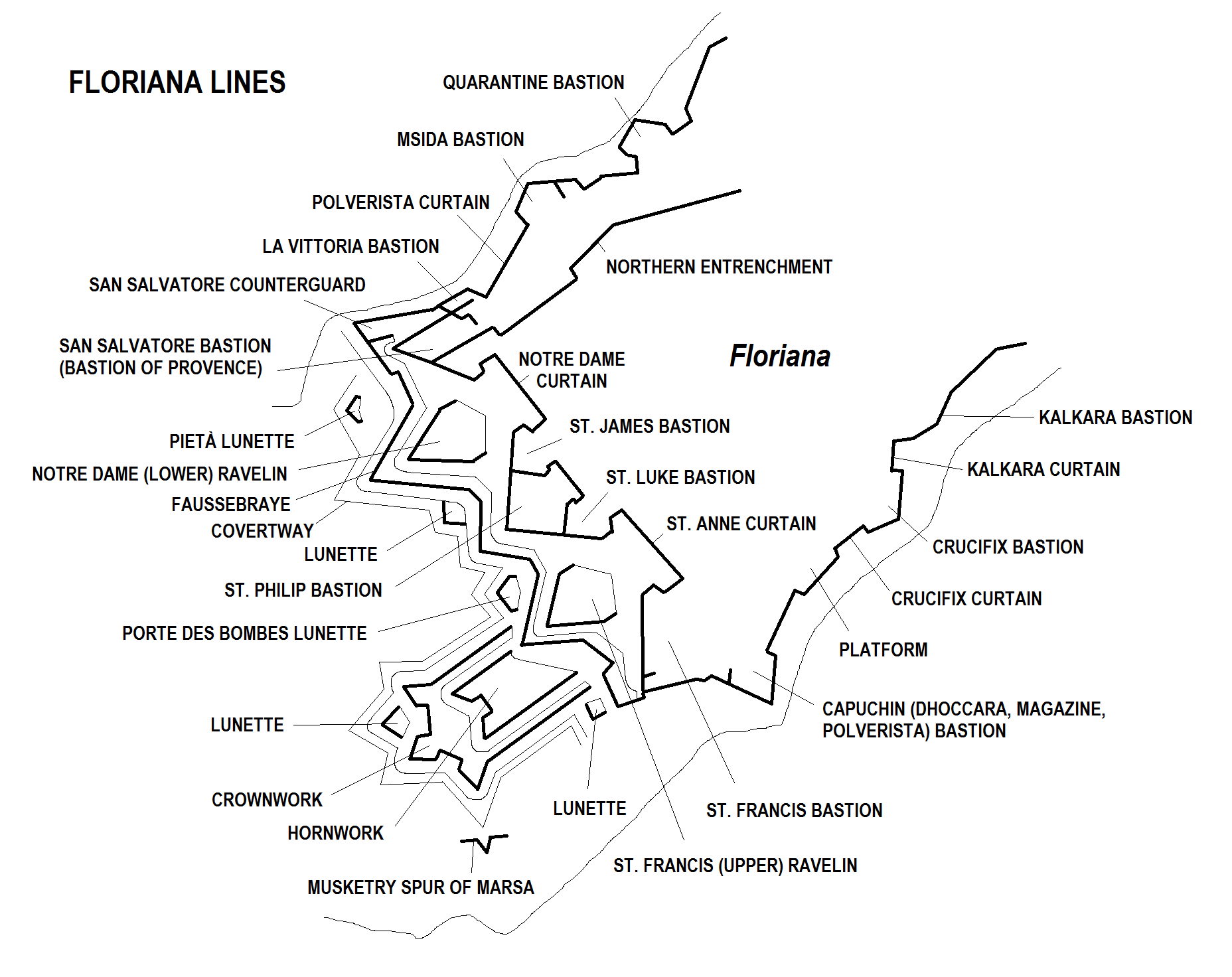
Floriani zaprojektował Floriana Lines

W 1635 Wielki Mistrz Zakonu Świętego Jana Fra Antoine de Paule zaprosił Florianiego do dyskusji na temat wzmocnienia umocnień lądowych Valletty, stolicy Malty, nad którą Zakon sprawował władzę. Floriani zaprojektował linię umocnień, które stały się znane jako Floriana Lines. Obszar pomiędzy Vallettą a nowymi fortyfikacjami ostatecznie stał się samodzielnym miastem i został nazwany Floriana na cześć inżyniera.
W 1637 udał się do Rzymu i do swojego rodzinnego miasta Macerata, zanim został wezwany z powrotem do Ferrary. Zmarł tam 27 maja 1638. Floriani napisał swój testament w 1632, w którym prosił o pochówek wraz ze swoim bratem Felice, który zmarł w 1630, w kaplicy rodzinnej w kościele Santa Croce w Maceracie. Kościół został zniszczony przez Francuzów w 1799.

## Dziedzictwo
Floriani jest kluczową postacią w swoim rodzinnym mieście Maceracie i w całym regionie Marche ze względu na swoją wieloaspektową osobowość, która ujawnia się w dwóch jego opatrzonych komentarzem manuskryptach z Compagnoni Floriani di Macerata ze szkicami scen teatralnych.
Jest również powszechnie pamiętany jako architekt za zaprojektowanie Floriana Lines i dawca nazwy Florianie. W 2006 nakręcono dokument o jego życiu, chociaż zawierał on również pewne elementy fikcyjne.

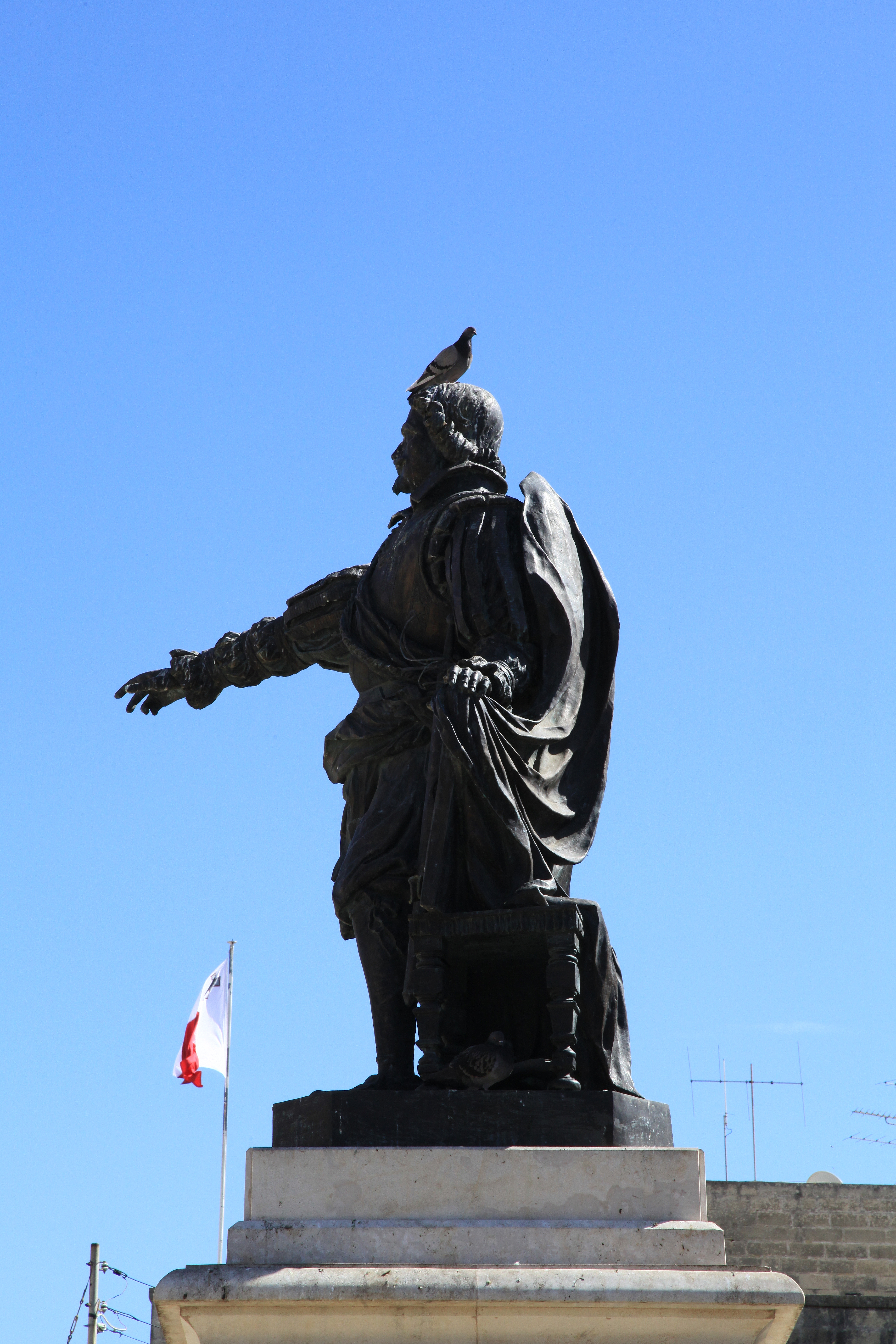
Pomnik Pietro Paolo Florianiego we Florianie

Miasto Floriana uzyskało status miasta partnerskiego Maceraty w 2007. Rada lokalna Floriany odsłoniła również pomnik Florianiego na Pjazza Robert Samut. Pomnik został zaprojektowany przez młodego maltańskiego architekta Chrisa Ebejera, odsłonięcia dokonał 17 kwietnia 2009 burmistrz Floriany Nigel Holland w obecności burmistrza Maceraty Giorgio Meschiniego i hrabiny Carli Compagnoni Floriani, potomkini inżyniera, oraz innych gości.